# Billy Paultz
William Edward "Billy" Paultz (River Edge, Nueva Jersey, 30 de julio de 1948) es un exjugador de baloncesto estadounidense que disputó nueve temporadas en la NBA y previamente otras seis en la ABA. Con 2,11 metros de estatura, jugaba en la posición de pívot.

## Trayectoria deportiva

### Universidad
Tras pasar un año en la Cameron University, disputó dos temporadas con los Red Storm de la Universidad St. John's, en las que promedió 12,0 puntos y 10,6 rebotes por partido.

### Profesional

#### ABA
Fue elegido en el puesto 103 del Draft de la NBA de 1970 por San Diego Rockets, y también por los Washington Caps en el draft de la ABA, quienes traspasaron sus derechos a los New York Nets. Allí jugó cinco temporadas, siempre como pívot titular, logrando su único título de campeón en 1974, cuando derrotaron en las Finales a los Utah Stars. Paultz fue el segundo máximo anotador del equipo, tras Julius Erving, con 16,4 puntos por partido, a los que añadió 10,2 rebotes y 1,9 tapones. Durante su etapa en Nueva York disputó el All-Star en 1973, en el que consiguió 3 puntos y 5 rebotes, y el de 1975, en el que logró 4 puntos, 4 rebotes y 3 tapones, perdiéndose por lesión el de 1974.
En 1975 fue traspasado a los San Antonio Spurs a cambio de Rich Jones, Chuck Terry, Bobby Warren y Kim Hughes. Allí disputó la que sería la última temporada de la ABA, convirtiéndose nuevamente en uno de los jugadores más destacados de su equipo, al promediar 16,5 puntos, 10,4 rebotes y 3,0 tapones por partido, cifra esta última que le convertiría en el mejor taponador de la liga, superando a especialistas como Caldwell Jones o Artis Gilmore. Ese año disputaría su último All-Star, en el que consiguió 10 puntos y 2 rebotes.
Acabó su participación en la liga entre los 10 mejores reboteadores y taponadores de la historia de la competición.

#### NBA
Los Spurs pasaron a la NBA en 1976, y allí jugó Paultz 3 temporadas y media más, apareciendo en las dos primeras entre los mejores taponadores de la liga. Mediada la temporada 1979-80 fue traspasado a los Houston Rockets a cambio de John Shumate. En el equipo de Texas jugó 4 temporadas, perdiendo protagonismo con la llegada de Bill Willoughby al mismo. En la temporada 1980-81 disputó las Finales, en las que cayeron ante Boston Celtics. Paultz promedió 7,4 puntos y 4,8 rebotes por partido.
Finalizando la temporada 1982-83 es despedido por los Rockets, fichando pocos días después por San Antonio Spurs hasta el término de la misma. Al año siguiente el equipo rehúsa de sus derechos y ficha como agente libre por Atlanta Hawks, donde juega una temporada como suplente de Tree Rollins, promediando 2,2 puntos y 2,8 rebotes por partido.
Jugó una temporada más con los Utah Jazz, antes de retirarse definitivamente a los 36 años de edad y tras 15 temporadas como profesional.

## Estadísticas de su carrera en la NBA y la ABA

### Temporada regular
| Temporada | Edad | Equipo            | Liga  | P    | TIT | MIN  | TC  | TCA  | %TC  | 3P  | 3PA | %3P  | TL  | TLA | %TL  | R.OF. | R.DEF. | REB  | ASIS | ROB | TAP | PER | FP  | PTS  |
| 1970-71   | 22   | New York Nets     | ABA   | 83   |     | 33.2 | 6.1 | 11.7 | .524 | 0.0 | 0.0 | .000 | 2.4 | 3.2 | .747 | 2.9   | 8.4    | 11.3 | 1.9  |     |     | 2.5 | 3.3 | 14.7 |
| 1971-72   | 23   | New York Nets     | ABA   | 83   |     | 34.0 | 6.0 | 12.3 | .488 | 0.0 | 0.0 | .000 | 2.5 | 3.6 | .692 | 3.2   | 9.3    | 12.5 | 1.5  |     |     | 2.6 | 3.6 | 14.5 |
| 1972-73   | 24   | New York Nets     | ABA   | 81   |     | 34.6 | 6.6 | 12.7 | .518 | 0.0 | 0.0 | .000 | 3.5 | 5.0 | .709 | 3.4   | 9.1    | 12.5 | 2.3  |     | 2.6 | 2.6 | 3.2 | 16.7 |
| 1973-74   | 25   | New York Nets     | ABA   | 77   |     | 33.7 | 6.7 | 13.6 | .494 | 0.0 | 0.0 | .000 | 2.9 | 4.0 | .721 | 2.7   | 7.4    | 10.2 | 2.2  | 0.8 | 1.9 | 2.3 | 3.1 | 16.4 |
| 1974-75   | 26   | New York Nets     | ABA   | 80   |     | 35.3 | 6.6 | 13.5 | .485 | 0.0 | 0.0 | .000 | 2.7 | 3.6 | .748 | 2.2   | 7.5    | 9.7  | 2.2  | 0.7 | 1.7 | 1.9 | 3.4 | 15.8 |
| 1975-76   | 27   | San Antonio Spurs | ABA   | 83   |     | 35.6 | 6.8 | 13.5 | .504 | 0.0 | 0.0 | .000 | 2.9 | 3.9 | .735 | 2.5   | 7.9    | 10.4 | 4.1  | 0.7 | 3.0 | 2.8 | 2.8 | 16.5 |
| 1976-77   | 28   | San Antonio Spurs | NBA   | 82   |     | 32.9 | 6.4 | 13.4 | .473 |     |     |      | 2.9 | 3.9 | .744 | 2.3   | 6.0    | 8.4  | 2.7  | 0.7 | 2.1 |     | 3.2 | 15.6 |
| 1977-78   | 29   | San Antonio Spurs | NBA   | 80   |     | 31.0 | 6.5 | 12.2 | .529 |     |     |      | 2.9 | 3.8 | .752 | 2.2   | 6.3    | 8.4  | 2.7  | 0.5 | 2.4 | 2.1 | 2.8 | 15.8 |
| 1978-79   | 30   | San Antonio Spurs | NBA   | 79   |     | 26.9 | 5.1 | 9.6  | .526 |     |     |      | 1.4 | 2.5 | .588 | 2.1   | 5.8    | 7.9  | 2.3  | 0.4 | 1.6 | 2.0 | 2.6 | 11.5 |
| 1979-80   | 31   | TOTAL             | NBA   | 84   |     | 26.1 | 3.9 | 8.0  | .486 | 0.0 | 0.0 | .000 | 1.3 | 2.2 | .599 | 2.2   | 4.8    | 7.0  | 2.2  | 0.8 | 1.0 | 1.4 | 2.5 | 9.1  |
| 1979-80   | 31   | San Antonio Spurs | NBA   | 47   |     | 25.8 | 4.0 | 8.1  | .496 | 0.0 | 0.0 | .000 | 1.4 | 2.1 | .660 | 2.0   | 4.8    | 6.8  | 2.5  | 1.0 | 1.0 | 1.2 | 2.7 | 9.4  |
| 1979-80   | 31   | Houston Rockets   | NBA   | 37   |     | 26.5 | 3.7 | 7.9  | .473 | 0.0 | 0.0 |      | 1.2 | 2.2 | .524 | 2.5   | 4.7    | 7.2  | 1.9  | 0.6 | 1.1 | 1.5 | 2.3 | 8.6  |
| 1980-81   | 32   | Houston Rockets   | NBA   | 81   |     | 20.5 | 3.2 | 6.4  | .507 | 0.0 | 0.0 | .000 | 0.9 | 1.9 | .490 | 1.4   | 3.5    | 4.8  | 1.3  | 0.3 | 0.9 | 1.1 | 2.2 | 7.4  |
| 1981-82   | 33   | Houston Rockets   | NBA   | 65   | 3   | 12.4 | 1.4 | 3.5  | .394 | 0.0 | 0.0 |      | 0.5 | 1.0 | .523 | 0.8   | 1.9    | 2.8  | 0.6  | 0.2 | 0.3 | 0.7 | 1.5 | 3.3  |
| 1982-83   | 34   | TOTAL             | NBA   | 64   | 0   | 12.8 | 1.6 | 3.5  | .445 | 0.0 | 0.0 |      | 0.4 | 0.9 | .458 | 1.0   | 2.1    | 3.1  | 1.0  | 0.3 | 0.3 | 0.7 | 1.7 | 3.6  |
| 1982-83   | 34   | Houston Rockets   | NBA   | 57   | 0   | 12.2 | 1.6 | 3.5  | .445 | 0.0 | 0.0 |      | 0.5 | 1.0 | .456 | 0.9   | 2.0    | 2.9  | 1.0  | 0.2 | 0.2 | 0.7 | 1.7 | 3.6  |
| 1982-83   | 34   | San Antonio Spurs | NBA   | 7    | 0   | 17.9 | 1.7 | 3.9  | .444 | 0.0 | 0.0 |      | 0.1 | 0.3 | .500 | 1.4   | 3.3    | 4.7  | 0.6  | 0.7 | 0.9 | 0.9 | 2.0 | 3.6  |
| 1983-84   | 35   | Atlanta Hawks     | NBA   | 40   | 4   | 12.2 | 0.9 | 2.2  | .409 | 0.0 | 0.0 |      | 0.4 | 0.8 | .515 | 0.9   | 2.0    | 2.8  | 0.5  | 0.2 | 0.2 | 0.6 | 1.4 | 2.2  |
| 1984-85   | 36   | Utah Jazz         | NBA   | 62   | 0   | 6.0  | 0.5 | 1.4  | .368 | 0.0 | 0.0 |      | 0.3 | 0.5 | .643 | 0.4   | 1.2    | 1.5  | 0.3  | 0.1 | 0.2 | 0.5 | 0.8 | 1.3  |
| Total     |      |                   | TOTAL | 1124 | 7   | 27.0 | 4.8 | 9.7  | .497 | 0.0 | 0.0 | .000 | 2.0 | 2.9 | .690 | 2.1   | 5.8    | 8.0  | 2.0  | 0.5 | 1.5 | 1.8 | 2.6 | 11.7 |
|           |      |                   | NBA   | 637  | 7   | 21.4 | 3.6 | 7.3  | .491 | 0.0 | 0.0 | .000 | 1.4 | 2.1 | .643 | 1.6   | 4.0    | 5.6  | 1.6  | 0.4 | 1.1 | 1.2 | 2.2 | 8.5  |
|           |      |                   | ABA   | 487  |     | 34.4 | 6.5 | 12.9 | .502 | 0.0 | 0.0 | .000 | 2.8 | 3.9 | .724 | 2.8   | 8.3    | 11.1 | 2.4  | 0.8 | 2.3 | 2.4 | 3.2 | 15.7 |

### Playoffs
| Temp.   | Edad | Equipo            | Liga  | P   | MIN  | TCA | TC   | 3PA | 3P | TLA | TL  | R.OF. | REB  | ASIS | ROB | TAP | PER | FP  | PTS  | %TC  | %3P   | %FT   | MIN  | PTS  | REB  | AST |
| 1970-71 | 22   | New York Nets     | ABA   | 6   | 239  | 45  | 76   | 1   | 1  | 30  | 40  | 17    | 90   | 18   |     |     | 25  | 29  | 121  | .592 | 1.000 | .750  | 39.8 | 20.2 | 15.0 | 3.0 |
| 1971-72 | 23   | New York Nets     | ABA   | 19  | 809  | 140 | 276  | 0   | 2  | 57  | 90  |       | 288  | 29   |     |     | 51  | 74  | 337  | .507 | .000  | .633  | 42.6 | 17.7 | 15.2 | 1.5 |
| 1972-73 | 24   | New York Nets     | ABA   | 5   | 172  | 34  | 56   | 0   | 0  | 27  | 43  | 12    | 55   | 10   |     |     | 14  | 17  | 95   | .607 |       | .628  | 34.4 | 19.0 | 11.0 | 2.0 |
| 1973-74 | 25   | New York Nets     | ABA   | 14  | 520  | 81  | 169  | 0   | 0  | 45  | 57  | 27    | 132  | 28   | 10  | 20  | 25  | 49  | 207  | .479 |       | .789  | 37.1 | 14.8 | 9.4  | 2.0 |
| 1974-75 | 26   | New York Nets     | ABA   | 5   | 178  | 29  | 59   | 0   | 0  | 12  | 15  | 10    | 45   | 11   | 1   | 16  | 11  | 18  | 70   | .492 |       | .800  | 35.6 | 14.0 | 9.0  | 2.2 |
| 1975-76 | 27   | San Antonio Spurs | ABA   | 7   | 254  | 43  | 97   | 0   | 0  | 35  | 40  | 15    | 72   | 19   | 2   | 16  | 14  | 29  | 121  | .443 |       | .875  | 36.3 | 17.3 | 10.3 | 2.7 |
| 1976-77 | 28   | San Antonio Spurs | NBA   | 2   | 74   | 12  | 24   |     |    | 10  | 13  | 1     | 17   | 5    | 2   | 1   |     | 3   | 34   | .500 |       | .769  | 37.0 | 17.0 | 8.5  | 2.5 |
| 1977-78 | 29   | San Antonio Spurs | NBA   | 6   | 191  | 29  | 63   |     |    | 11  | 17  | 7     | 41   | 14   | 5   | 5   | 6   | 10  | 69   | .460 |       | .647  | 31.8 | 11.5 | 6.8  | 2.3 |
| 1978-79 | 30   | San Antonio Spurs | NBA   | 13  | 299  | 30  | 80   |     |    | 22  | 33  | 24    | 98   | 30   | 4   | 13  | 14  | 33  | 82   | .375 |       | .667  | 23.0 | 6.3  | 7.5  | 2.3 |
| 1979-80 | 31   | Houston Rockets   | NBA   | 7   | 128  | 13  | 40   | 0   | 0  | 4   | 7   | 12    | 33   | 8    | 1   | 3   | 11  | 13  | 30   | .325 |       | .571  | 18.3 | 4.3  | 4.7  | 1.1 |
| 1980-81 | 32   | Houston Rockets   | NBA   | 21  | 720  | 111 | 246  | 0   | 1  | 32  | 48  | 53    | 147  | 35   | 13  | 27  | 27  | 69  | 254  | .451 | .000  | .667  | 34.3 | 12.1 | 7.0  | 1.7 |
| 1981-82 | 33   | Houston Rockets   | NBA   | 3   | 34   | 3   | 9    | 0   | 0  | 1   | 3   | 2     | 4    | 1    | 0   | 2   | 1   | 4   | 7    | .333 |       | .333  | 11.3 | 2.3  | 1.3  | 0.3 |
| 1982-83 | 34   | San Antonio Spurs | NBA   | 11  | 133  | 13  | 32   | 0   | 0  | 4   | 4   | 11    | 32   | 11   | 4   | 2   | 6   | 18  | 30   | .406 |       | 1.000 | 12.1 | 2.7  | 2.9  | 1.0 |
| 1983-84 | 35   | Atlanta Hawks     | NBA   | 2   | 7    | 1   | 3    | 0   | 0  | 0   | 0   | 0     | 0    | 0    | 0   | 0   | 0   | 0   | 2    | .333 |       |       | 3.5  | 1.0  | 0.0  | 0.0 |
| 1984-85 | 36   | Utah Jazz         | NBA   | 5   | 30   | 3   | 8    | 0   | 0  | 1   | 4   | 3     | 8    | 2    | 1   | 1   | 2   | 7   | 7    | .375 |       | .250  | 6.0  | 1.4  | 1.6  | 0.4 |
| Total   |      |                   | TOTAL | 126 | 3788 | 587 | 1238 | 1   | 4  | 291 | 414 | 194   | 1062 | 221  | 43  | 106 | 207 | 373 | 1466 | .474 | .250  | .703  | 30.1 | 11.6 | 8.4  | 1.8 |
|         |      |                   | NBA   | 70  | 1616 | 215 | 505  | 0   | 1  | 85  | 129 | 113   | 380  | 106  | 30  | 54  | 67  | 157 | 515  | .426 | .000  | .659  | 23.1 | 7.4  | 5.4  | 1.5 |
|         |      |                   | ABA   | 56  | 2172 | 372 | 733  | 1   | 3  | 206 | 285 | 81    | 682  | 115  | 13  | 52  | 140 | 216 | 951  | .508 | .333  | .723  | 38.8 | 17.0 | 12.2 | 2.1 |